# Многоцветен лорикет
Многоцветният лорикет (Trichoglossus haematodus, от лат. tricho „косъм“, glossa „език“, haematodus „кървав“) е вид папагал, разпространен в Австралийската зоогеографска област.

## Общи сведения
Имат масивен закривен клюн. На дължина достигат 25 – 30 cm. Тежат около 130 g. Няма ясно изразен полов диморфизъм, но женските са малко по-дребни и клюнът им е по-малък. Преди да достигнат полова зрялост перата са матови. В състава на оперението влизат пудрените пухови пера, горната част на които постоянно се разлага на восъчна пудра, която се използва за чистене на другите пера.

## Разпространение
Населява предимно източното крайбрежие на Австралия. Среща се и в части от Тасмания и ограничени територии (Пърт) в Западна Австралия, в Нова Каледония, Микронезия, Нова Гвинея и някои острови в Индонезия. Обитава многоетажните дъждовни тропични гори (особено евкалиптовите), градини и паркове. Според орнитолозите многоцветният лорикет се дели на 21 подвида.

## Подвидове
- T. h. brooki
- T. h. caeruleiceps
- T. h. capistratus
- T. h. deplanchii
- T. h. djampeanus
- T. h. flavicans
- T. h. flavotectus
- T. h. fortis
- T. h. forsteni
- T. h. haematodus
- T. h. intermedius
- T. h. massena
- T. h. micropteryx
- T. h. mitchellii
- T. h. moluccanus
- T. h. nesophilus
- T. h. nigrogularis
- T. h. rosenbergii
- T. h. rubritorquis
- T. h. stresemanni
- T. h. weberi

## Начин на живот и хранене
На езика си има четковидни папили, с чиято помощ поглъща нектар (от евкалипт и др.) и събира цветен прашец, по този начин способствайки за опрашването на растенията. Храни се с ягоди, меки плодове, семена, тичинков прашец, листни пъпки; по-рядко с насекоми (бръмбари, оси, трипси, мравки, хоботници) и техните ларви. Понякога напада ябълките, крушите и мангото в овощните градини. Голяма част от времето си прекарва само в хранене. Сутрин може да се храни 4 часа. Когато е много горещо на обяд изоставят храната и се връщат по-късно.
Образува големи ята до 50 птици през деня и няколко стотици през нощта. Много подвижни птици, които летят бързо и ловко. Когато изминават големи разстояние летят високо, а при краткотрайните полети маневрират между дърветата. Измиват се като пърхат с крила в напоената след дъждовете шума.
Издават високи пронизителни звуци при полетите си. Вдигат шум докато се хранят. Ятата, които летят във въздуха, отвръщат бързо на крясъците на птиците, които се хранят по дърветата.
Сред най-големите неприятели на многоцветния лорикет са някои видове соколи и питони.

## Размножаване и жизнен цикъл
Голяма част са моногамни. Размножителният период е август-януари. Гнезди на височина 25 метра над земята. Снася две (по-рядко три или четири) бели овални яйца в импровизирано гнездо в изсъхналите кухи клонове или в хралупа.
Единствено женската мъти яйцата в продължение на 30 дена. След излюпването и двата родителя хранят малките. След 7 – 8 седмици младите птици излизат за първи път извън гнездото. Продължителността на живота в диво състояние е над 20 години.

## Допълнителни сведения
Някои подвидове са опитомени.